# Gare de Dorlisheim
Gare de Dorlisheim vasútállomás Franciaországban, Dorlisheim településen.

## Vasútvonalak
Az állomást az alábbi vasútvonalak érintik:
- Sélestat–Saverne-vasútvonal

## Kapcsolódó állomások
A vasútállomáshoz az alábbi állomások vannak a legközelebb:
- Gare de Rosheim
- Gare de Molsheim